# François Guizot
François Pierre Guillaume Guizot (Nimes, 4 d'octubre de 1787 - Saint-Ouen-le-Pin (Calvados), 12 de setembre de 1874) va ser primer ministre de França i historiador.
Va néixer a Nimes dins una família burgesa hugonot. El seu pare va ser executat a Nimes durant la Revolució Francesa. La seva mare s'exilià a Ginebra on Guizot va ser educat i allí va rebre la influència de les idees de Rousseau.
El 1812 va ocupar la càtedra d'història moderna de la Universitat de la Sorbona. Va escriure una Histoire de la révolution d'Angleterre depuis Charles I à Charles II (1826-1827) mostrant-se imparcial i Histoire de la civilisation en Europe (1828) i Histoire de la civilisation en France que són considerades obres clàssiques de la historiografia.
El març de 1830 Guizot pronuncià un discurs demanant una major llibertat política a la Cambra de Diputats i la moció es va aprovar 221 contra 181, al que Carles X de França va respondre dissolent la Cambra el 16 de maig i convocant noves eleccions que van reforçar l'oposició al tron, que puja a 284 escons. El 25 de juliol de 1830, Carles X va intentar després d'un llarg període d'agitació, primer ministerial i després parlamentària, assolir un cop de força per mitjà de les "Ordenances de Juliol", però finalment, en la Revolució francesa de Juliol el rei hagué d'abdicar al Castell de Rambouillet i fugir amb la família reial cap a Anglaterra.
Durant vint-i-sis anys va ocupar diversos càrrecs, com els dels ministeris d'interior, Afers estrangers i primer ministre de França. La crisi econòmica de 1846-1848 va afavorir l'oposició, que es va anar unint progressivament, i després de les reformes obtingudes durant la sessió parlamentària de 1847, com la rebaixa de l'impost del cens a 100 francs al març, la prohibició de l'acumulació de càrrecs públics administratius amb escó de diputats, el gabinet de Guizot esdevingué més autoritari. En preparació de la sessió parlamentària de 1847-1848, Lluís Felip I de França va prohibir les reunions de l'oposició demòcrata, republicana i liberal. El més liberal dels orleanistes reunits darrere d'Adolphe Thiers va reclamar un règim més parlamentari i es va unir amb l'esquerra. Per primera vegada en anys va arribar a un acord amb de Klemens Wenzel Lothar von Metternich sobre la Guerra Civil Suïssa donant suport als cantons separatistes i proposar una conferència, però el govern va aixafar abans la revolta.
La prohibició de les reunions polítiques d'una oposició cada cop més vigorosa el gener de 1848 va catalitzar la revolució, i Adolphe Thiers, partidari de la repressió, fou nomenat cap de govern en substitució de François Guizot però els aldarulls fan enderrocar Lluís Felip al febrer i va veure l'establiment de la Segona República Francesa.